# Centipede (Band)
Centipede war eine Progressive-Rock-Bigband mit mehr als 50 Mitgliedern, die vom britischen Komponisten und Pianisten Keith Tippett organisiert und geleitet wurde. Das im November 1970 gegründete Ensemble vereinte viele junge britische Jazz- und Rock-Musiker, unter anderem von Soft Machine, King Crimson, Nucleus und Blossom Toes und Mitglieder der klassischen London School of Music.
Die Band führte in einigen Konzerten in Großbritannien, Frankreich und den Niederlanden Tippetts großformatiges und genre-übergreifendes Werk Septober Energy auf, das auch auf dem wegweisenden Doppelalbum Septober Energy 1971 veröffentlicht wurde. Bereits im Gruppensound unterscheidet sich die Band deutlich von allem anderen, das im damaligen Progressive-Rock-Trend produziert und veröffentlicht wurde. Nach Ansicht von Tippett handelte es sich um „eine Band, die man live sehen musste“. Aus ökonomischen Gründen musste er die Band im Herbst 1971 auflösen, die er im Herbst 1975 für eine kurze Frankreich-Tournee noch einmal belebte.

## Mitglieder
Violine
- Wendy Treacher, John Trussler, Roddy Skeping, Wilf Gibson (Konzertmeister), Carol Slater, Louise Jopling, Garth Morton, Channa Salononson, Steve Rowlandson, Mica Gomberti, Colin Kitching, Philip Saudek, Esther Burgi

Cello
- Michael Hurwitz, Timothy Kramer, Suki Towb, John Rees-Jones, Katherine Thulborn, Catherine Finnis

Trompete
- Peter Parkes, Mick Collins, Ian Carr (auch: Flügelhorn), Mongezi Feza (Kornett), Mark Charig (Kornett)

Alt-Saxophon
- Elton Dean, Ian Steel, Ian McDonald, Dudu Pukwana

Tenor-Saxophon
- Larry Stabbins, Gary Windo, Brian Smith, Alan Skidmore

Bariton-Saxophon
- Dave White, Karl Jenkins, John Williams

Posaune
- Nick Evans, Dave Amis, Dave Perrottet, Paul Rutherford, Paul Nieman

Schlagzeug
- John Marshall, Tony Fennell, Robert Wyatt, Frank Perry

Gesang
- Maggie Nicols, Julie Tippetts, Mike Patto, Zoot Money, Boz Burrell

Kontrabass
- Roy Babbington (und E-Bass), Jill Lyons, Harry Miller, Jeff Clyne, Dave Markee, Brian Belshaw

Gitarre
- Brian Godding, Robert Fripp

Piano
- Keith Tippett (musikalischer Leiter)